# Neostylopyga
Neostylopyga (лат.) — род насекомых из семейства Blattidae отряда тараканообразных. Ареал рода охватывает Африку южнее Сахары, Южную и Юго-Восточную Азию, Западную Австралию и Западную Океанию. Некоторые виды из состава данного рода являются значимыми инвазивными вредителями.

## Виды
В роде Neostylopyga 30 видов:
- Neostylopyga albofasciata (Hanitsch, 1950) — Центральная Африка (Заир);
- Neostylopyga annulicornis Princis, 1962 — западная часть Центральной Африки (Камерун);
- Neostylopyga atrox (Hanitsch, 1928) — Суматра и Ментавайские острова (Малайский архипелаг, Юго-Восточная Азия);
- Neostylopyga badia Princis, 1966 — Центральная Африка (Заир);
- Neostylopyga coxalis (Walker, 1868) — Новая Гвинея и остров Серам (Малайский архипелаг, Юго-Восточная Азия);
- Neostylopyga hova (Saussure, 1891) — остров Мадагаскар;
- Neostylopyga jambusanensis Roth, 1988 — остров Калимантан (Малайский архипелаг, Юго-Восточная Азия);
- Neostylopyga maculifrons (Hanitsch, 1931) — остров Новая Гвинея;
- Neostylopyga maindroni (Shelford, 1911) — Южная Азия (Индия);
- Neostylopyga michaelseni (Shelford, 1909) — Западная Австралия;
- Neostylopyga modesta Bei-Bienko, 1965 — острова Комодо и Ринка (юг Малайского архипелага, Юго-Восточная Азия);
- Neostylopyga nana (Shelford, 1912) — Восточная Африка (Уганда);
- Neostylopyga neavei (Shelford, 1911) — Центральная Африка (Заир);
- Neostylopyga nkelei (Hanitsch, 1950) — Центральная Африка (Заир);
- Neostylopyga nossibei (Saussure, 1899) — остров Нуси-Бе у северного побережья Мадагаскара;
- Neostylopyga ornata (Brunner von Wattenwyl, 1865) — Южная Азия (Индия);
- Neostylopyga parallela (Bolívar, 1897) — Индия и остров Шри-Ланка (Южная Азия);
- Neostylopyga picea (Brunner von Wattenwyl, 1865) — острова Калимантан, Суматра, Ява, Кракатау, юг Малайского полуострова и Никобарские острова (Южная и Юго-Восточная Азия);
- Neostylopyga propinqua (Shelford, 1910) — Восточная Африка (Кения, Танзания, Мозамбик);
- Neostylopyga quadrilobata (Brunner von Wattenwyl, 1898) — остров Сулавеси (Малайский архипелаг, Юго-Восточная Азия);
- Neostylopyga rhombifolia (Stoll, 1813) — тропическая Азия;
- Neostylopyga rufescens (Chopard, 1924) — остров Новая Каледония;
- Neostylopyga rufimarginata (Hanitsch, 1950) — Центральная Африка (Заир);
- Neostylopyga salomonis (Shelford, 1910) — Соломоновы острова (западная часть Тихого океана);
- Neostylopyga schultzei (Shelford, 1912) — остров Новая Гвинея;
- Neostylopyga sexpustulata (Walker, 1871) — Южная Азия (Индия);
- Neostylopyga variabilis Princis, 1962 — Западная и Центральная Африка (Гвинея-Бисау, Того, Камерун);
- Neostylopyga vicina (Chopard, 1924) — остров Новая Каледония;
- Neostylopyga voeltzkowi (Saussure, 1899) — остров Мадагаскар;
- Neostylopyga weileri (Shelford, 1908) — западная часть Центральной Африки (Камерун).